# Sucka mitt hjärta men brist dock ej
Sucka mitt hjärta men brist dock ej (ISBN 91-642-0210-0) är en bok som publicerades 2006 och innehåller ett urval med texter av Mark Levengood och illustrationer av Ilon Wikland.